# Les Ned et Edna unis
Les Ned et Edna unis (France) ou Un mariage et deux ajustements (Québec) (Ned 'N Edna's Blend) est le 21e épisode de la saison 23 de la série télévisée Les Simpson.

## Synopsis
Homer est choisi pour jouer Jésus dans une représentation de la Passion, ce dont il s'acquitte très bien à la surprise générale. Pendant la représentation, Ned Flanders est blessé. On apprend alors qu'il est marié à Edna Krapabelle. La nouvelle se répand, et Marge propose de fêter leur mariage. Pendant la fête, Edna et Flanders se disputent à propos de l'éducation de Rod et Todd. Ils se réconcilieront en constatant qu'il n'y a pas de couple parfait.

## Réception
Lors de sa première diffusion aux États-Unis, l'épisode a rassemblé 4 millions de téléspectateurs.